# Juan Luna
 (février 2024).
Si vous disposez d'ouvrages ou d'articles de référence ou si vous connaissez des sites web de qualité traitant du thème abordé ici, merci de compléter l'article en donnant les références utiles à sa vérifiabilité et en les liant à la section « Notes et références ».
Juan Luna est un peintre philippin né à Badoc dans la province d'Ilocos Norte le 23 octobre 1857 et mort à Hong Kong le 7 décembre 1899 .

## Biographie
Envoyé en Europe pour parfaire ses études artistiques, Luna visita l'Espagne, l'Italie puis la France. Établi à Paris, il épousa Paz Pardo de Tavera, qui lui donna un fils Andres.
Cependant, en septembre 1892, dans un furieux accès de jalousie, et soupçonnant son épouse d'infidélité, il lui tira dessus, la tuant ainsi que sa belle-mère ; son beau-frère présent ne fut que blessé. Acquitté en février 1893, il se rendit avec son fils en Espagne.

### Jeunesse
Né dans la ville de Badoc, Ilocos Norte, dans le nord des Philippines, Luna était le troisième des sept enfants de Joaquín Luna de San Pedro y Posadas et de Laureana Novicio y Ancheta. En 1861, la famille Luna s'est installée à Manille et Luna est entré à l'Ateneo Municipal de Manila où il a obtenu son diplôme de bachelier ès arts. Il excelle dans la peinture et le dessin et est influencé par son frère, Manuel N. Luna, qui, selon le patriote philippin José Rizal, est un meilleur peintre que Juan lui-même.
Luna s'inscrit à l'Escuela Nautica de Manila (aujourd'hui Philippine Merchant Marine Academy) et devient marin. Il prend des cours de dessin avec l'illustre professeur de peinture Lorenzo Guerrero d'Ermita, à Manille. Il s'inscrit également à l'Académie des beaux-arts (Academia de Dibujo y Pintura) de Manille, où il subit l'influence de l'artiste espagnol Agustin Saez, qui lui apprend à dessiner. Malheureusement, les coups de pinceau vigoureux de Luna déplaisent à son professeur et Luna est renvoyé de l'académie. Cependant, Guerrero est impressionné par son talent et incite Luna à se rendre à Madrid pour poursuivre son travail.

### Voyage à l'étranger
En 1875, Manuel et Juan Luna se rendent en Europe, où Manuel étudie la musique et Juan la peinture. Juan entre à l'Escuela de Bellas Artes de San Fernando, où il se lie d'amitié avec le peintre Don Alejo Vera. Luna n'est pas satisfait du style d'enseignement de l'école et décide qu'il serait bien mieux de travailler avec Vera.
Vera l'emmène à Rome pour certaines de ses commandes, et Luna est exposé à l'art des peintres de la Renaissance. C'est en 1878 que ses talents artistiques se sont révélés lors de l'ouverture de la première exposition d'art à Madrid, appelée Exposición Nacional de Bellas Artes (Manifestation nationale des beaux-arts). Dès lors, Luna se consacre à la peinture et produit une collection de tableaux qu'il expose à l'exposition de 1881.
En 1881, son tableau La Muerte de Cleopatra lui vaut une médaille d'argent et la deuxième place. La réputation grandissante de Luna en tant qu'artiste lui permet d'obtenir une bourse de pensionado (pension) de 600 pesos par an par l'intermédiaire de l'Ayuntamiento de Manille. La condition était qu'il devait réaliser une peinture qui capturait l'essence de l'histoire des Philippines, qui deviendrait alors la propriété de l'Ayuntamiento.

### Carrière artistique
En 1883, Luna commence à travailler sur le tableau commandé par l'Ayuntamiento. En mai 1884, il expédie la vaste toile représentant le Spoliarium à Madrid pour l'Exposition nationale annuelle des beaux-arts. Fait remarquable, il reçoit pour la première fois l'une des trois médailles d'or décernées lors de l'exposition, ce qui lui vaut la reconnaissance des connaisseurs et des critiques d'art présents. Le 25 juin 1884, une assemblée de nobles philippins et espagnols organise un événement pour célébrer le triomphe de Luna à l'exposition. À cette occasion, Rizal prépare un discours à la gloire de son ami, soulignant les deux aspects significatifs de son œuvre : l'exaltation du génie et la magnificence de ses prouesses artistiques.
En dépit de la reconnaissance et de l'éloge de Luna pour ses réalisations artistiques, la médaille d'honneur lui a été injustement refusée en raison des préjugés raciaux dont il faisait l'objet en tant que sujet colonial. Néanmoins, le roi Alphonse XII a commandé à Luna La batalla de Lepanto (La bataille de Lépante) pour les salles du Sénat d'Espagne, avec l'intention de l'exposer aux côtés de La rendicion de Granada (La reddition de Grenade) de Francisco Pradilla Ortiz, l'œuvre d'art ayant remporté le grand prix du concours de 1878. L'intention du roi était d'offrir une compensation à Luna, qui n'avait pas été retenu pour la Medal of Honor avec son œuvre renommée, Spoliarium.
En 1885, Luna s'installe à Paris, où il crée son propre atelier et se lie d'amitié avec Hidalgo. Respectant un accord avec le conseil municipal de Manille, il achève l'année suivante l'œuvre intitulée El pacto de sangre (Le pacte de sang). Cette peinture représente la cérémonie du pacte de sang entre Datu Sikatuna, un important souverain de l'île de Bohol, et le gouverneur général espagnol Miguel López de Legazpi. L'œuvre orne désormais les murs du palais de Malacañan. Cette peinture et un portrait grandeur nature de López de Legazpi ont été achevés et renvoyés à Manille en échange de sa bourse d'études.
Au début, Luna est félicité pour ses œuvres d'art historiques grandioses à la mode gréco-romaine dans les prestigieux salons d'art européens qui se conforment aux exigences classiques. Cependant, il est devenu désenchanté par ses représentations de scènes historiques, ce qu'il a exprimé dans ses écrits à ses compatriotes patriotes philippins et aux politiciens espagnols qui partageaient ses idées. Contrairement à la présomption d'abandon de la tradition académique ou d'une nouvelle appréciation de l'impressionnisme, Luna s'associe aux factions progressistes du Salon de Paris.
En 1891, Luna s'oriente vers la création d'œuvres d'art réalistes qui dépeignent les maux de la société de son époque. Influencées par ses lectures des économistes Karl Marx et Émile Louis Victor de Laveleye, ses œuvres commencent à refléter ces influences. Dans une lettre adressée à Rizal, Luna embrasse ouvertement son affiliation personnelle au socialisme Un excellent exemple du changement de style artistique de Luna peut être vu dans son œuvre intitulée "Les Ignores". Peinte entre 1890 et 1891, l'œuvre dépeint un cortège funèbre hivernal pour un ouvrier ordinaire, comme en témoignent le modeste cercueil en bois et les vêtements des personnes en deuil, qui reflètent leur humble statut.
L'engagement de Luna en faveur de l'art réaliste s'est poursuivi dans ses autres œuvres notables, telles que La vie parisienne et la série sur la Révolution française, Peuple et Rois.

### Marriage
Le 4 décembre 1886, Luna épouse María de la Paz Pardo de Tavera, sœur de ses amis Félix et Trinidad Pardo de Tavera. Le couple voyage à Venise et à Rome et s'installe à Paris. Ils ont un fils, qu'ils nomment Andrés, et une fille, María de la Paz, surnommée Bibi, qui meurt à l'âge de trois ans. Luna aimait beaucoup sa femme. Cependant, le jaloux Luna accusait fréquemment Paz d'avoir une liaison avec un certain Monsieur Dussaq. Finalement, dans un accès de jalousie, il tira sur la porte derrière laquelle se trouvait sa femme, tuant sa femme et sa belle-mère et blessant son beau-frère Félix, le 22 septembre 1892. Il est arrêté et accusé de meurtre.
Luna est acquitté le 8 février 1893, au motif qu'il s'agissait d'un crime passionnel. La "loi non écrite" de l'époque pardonnait aux hommes de tuer des épouses infidèles. Il est condamné à verser au Pardo de Taveras la somme de 1 651 francs et quatre-vingt-trois centimes, ainsi que 25 francs de frais de port, en plus d'un franc de dommages-intérêts. Cinq jours plus tard, Luna se rend à Madrid avec son frère Antonio Luna et son fils Andrés.

### Dernières années
En 1894, Luna retourne aux Philippines et se rend au Japon en 1896, revenant pendant la révolution philippine du Cri de Balintawak. Le 16 septembre 1896, lui et son frère Antonio Luna sont arrêtés par les autorités espagnoles pour avoir été impliqués dans l'armée rebelle Katipunan. Malgré son emprisonnement, Luna a pu produire une œuvre d'art qu'il a offerte à un prêtre en visite. Gracié par les tribunaux espagnols le 27 mai 1897, il est libéré de prison et retourne en Espagne en juillet.  Il retourne à Manille en novembre 1898. En 1898, il est nommé par le conseil exécutif du gouvernement révolutionnaire philippin comme membre de la délégation parisienne qui travaille à la reconnaissance diplomatique de la República Filipina (République des Philippines). En 1899, après la signature du traité de Paris (1898), Luna a été nommé membre de la délégation qui s'est rendue à Washington pour faire pression en faveur de la reconnaissance du gouvernement philippin.
Il retourne aux Philippines en décembre 1899 après avoir appris le meurtre de son frère Antonio par le bataillon Kawit à Cabanatuan.
Il se rendit à Hong Kong et y mourut le 7 décembre 1899 d'un arrêt cardiaque. Ses restes sont enterrés à Hong Kong et, en 1920, ils sont exhumés et conservés dans la maison d'Andrés Luna, avant d'être transférés dans une niche de la crypte de l'église San Agustin aux Philippines. Cinq ans plus tard, Juan redevient un artiste de renommée mondiale et Peuple et Rois, sa dernière œuvre majeure, est acclamée comme la meilleure entrée à l'exposition universelle de Saint Louis, dans le Missouri. Certaines de ses peintures ont été détruites par le feu pendant la Seconde Guerre mondiale.

## Œuvres
- Daphne y Cleo, 1879
- The Death of Cleopatra, ca. 1881
- The Happy Beauty and the Blind Slave, 1881
- La Damas Romanas (les Dames romaines), signé et daté Rome 1882, huile sur toile, 100 × 170 cm, vendu chez Christie's Hong kong, le 30 novembre 2008, lot n° 388, adjugé 4 700 000 HKD.
- Spoliarium, 1884
- Nu femení, 1885
- Blood Compact, 1885
- Governor Ramon Blanco, ca. 1885
- Don Miguel Lopez de Legazpi, ca. 1885
- Roman Ladies, 1886
- España y Filipinas, 1886
- Hymen, oh Hyménée, 1887
- Mestiza Lady at her Dresser, 1887
- La Bataille de Lépante, 1888
- Peuple et Rois, 1888
- Figura, 1898
- Souvenir de 1899
- Parisian Life, 1892
- Herois anònims, 1891
- Portrait of a Bulakenya
- Puesta del Sol
- Idilio
- Indio Bravo
- People and Kings
- El Violinista

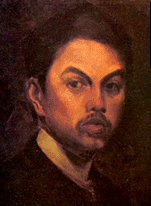
Juan Luna, Autoportrait
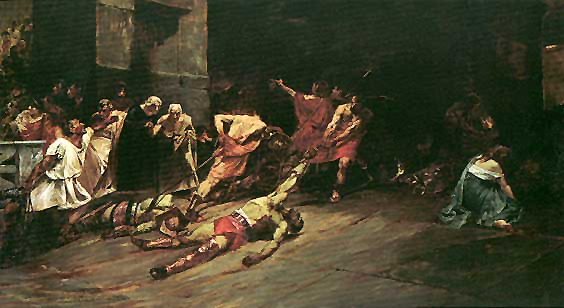
Le Spoliarium (1884), Musée national des Philippines
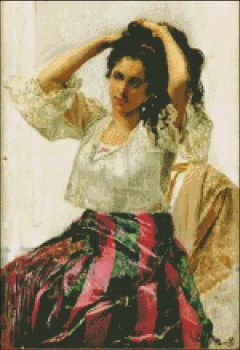
Una Mestiza
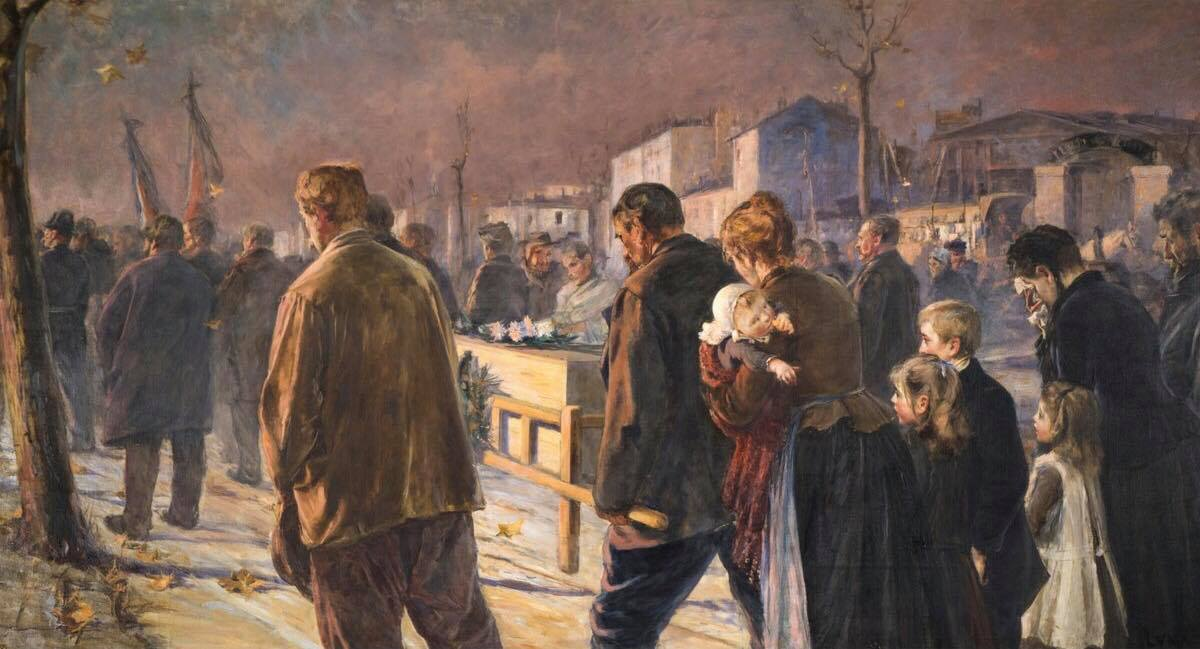
Herois anònims, 1891
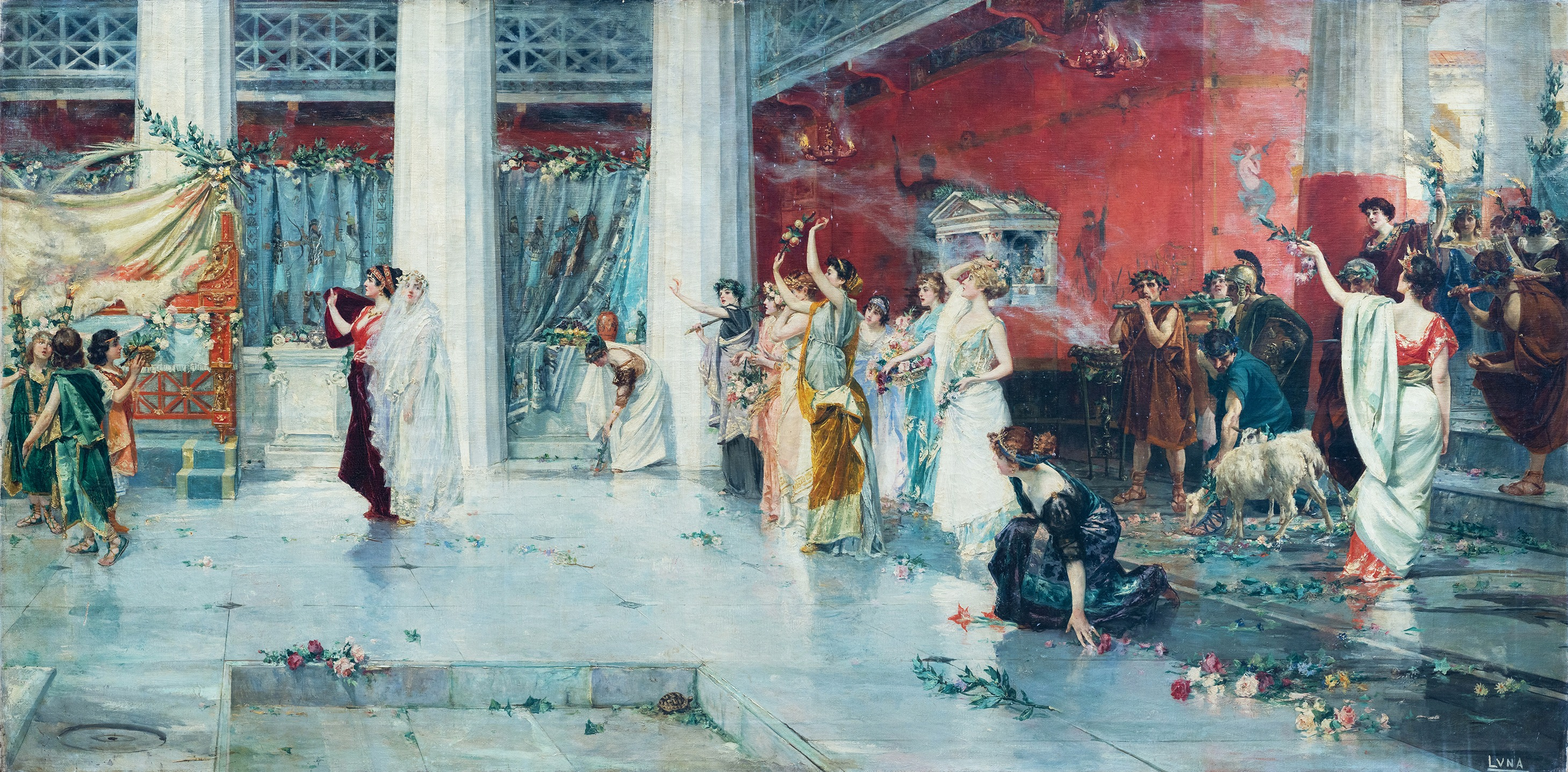
Hymen, oh Hyménée! (en) (1887)
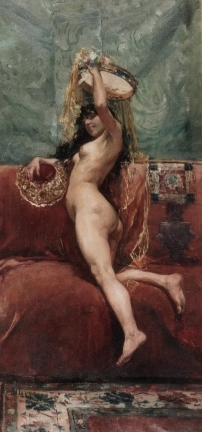
Nu Femení, 1885
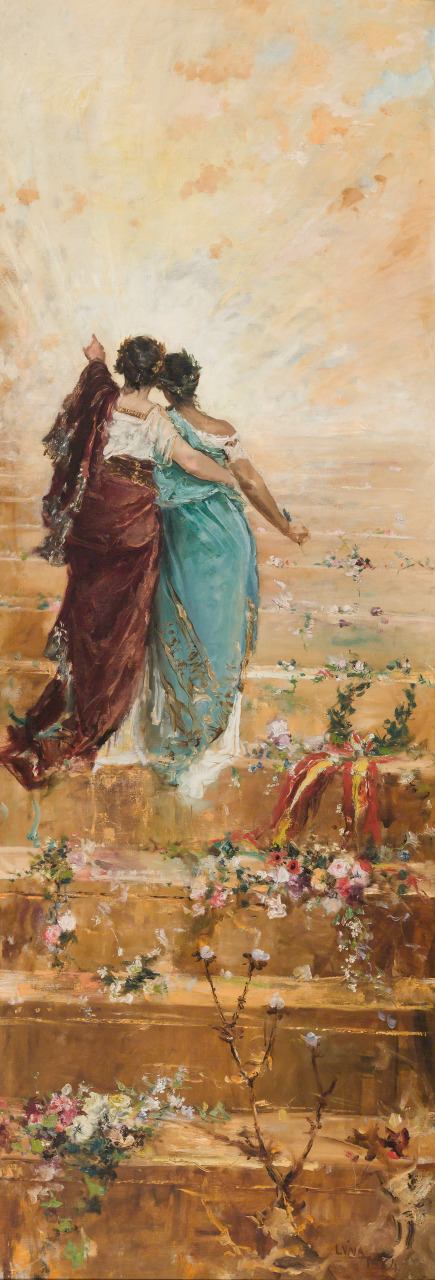
España y Filipinas (1884)
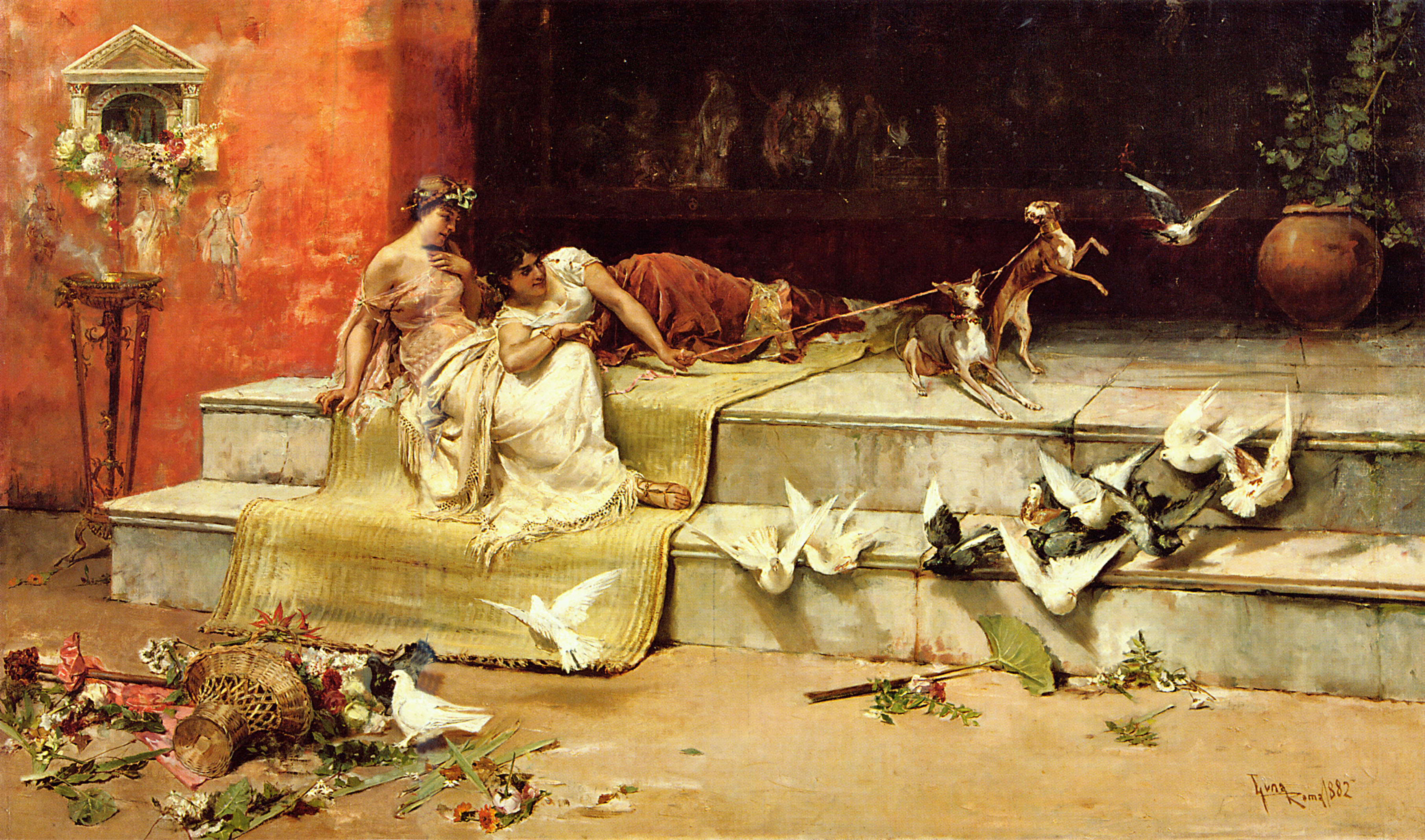
Las Damas Romanas (1882)